# Émile Viollat
Émile Viollat (* 19. Juni 1937 in Combloux; † 7. August 2012) war ein französischer Skirennläufer.

## Karriere
1959 war er bei einem Trainingslauf in Val-d’Isère so schwer gestürzt, dass die Ärzte zeitweise sogar die Amputation seiner rechten Hand erwogen. Die Unfallstelle trägt seither den Namen Bosse à l’Emile.
Viollats größter Erfolg war der Gewinn der Silbermedaille in der Abfahrt bei den Weltmeisterschaften 1962 in Chamonix. Er war auch für die Olympiaabfahrt 1964 am Patscherkofel nominiert gewesen, doch erlitt er am 27. Januar bei einem Trainingssturz einen Schlüsselbeinbruch.

## Erfolge

### Weltmeisterschaften
- Chamonix 1962: 2. Abfahrt

### Weitere Erfolge
- 6. Platz bei der Abfahrt des Arlberg-Kandahar-Rennen 1963[3]